# Дезертир (фільм, 1990)
«Дезертир» (рос. «Дезертир») — радянський художній фільм 1990 року, знятий режисером Вадимом Костроменком.

## Сюжет
У новорічну ніч єфрейтор Луков відстав від своєї частини і залишився на безлюдному шосе, де його підібрав автобус з артистами провінційного театру. Так Луков познайомився з костюмеркою Машею і опинився в місті. Випадково на вулиці він зіткнувся з колишнім товаришем по службі Табакіним, що вчинив в армії злочин і зумів уникнути покарання. Відслуживши, Табакін зв'язався зі злочинцями. Боячись, що Луков може його викрити, Табакін намагається усунути колишнього товариша, але йому заважають Маша і «афганець» Шураві, які затримали зловмисника. Однак співучасники Табакіна, вважаючи, що він може їх видати, вбивають і його, і Лукова...

## У ролях
- Олексій Ясулович — Саша Луков
- Сергій Чонішвілі — Табакін
- Лада Скібюк-Тимошина — Маша
- Сергій Латун — Шураві
- Всеволод Шиловський — Папа, бандит
- Віталій Кравченко — Слон, бандит
- Борис Аракелов — водій автобуса з артистками
- Ніна Авасапова — Ніна Іванівна
- Валерій Биченков — майор
- Тарас Баглюков — Арсенов
- Наталія Іпатова — водій трамвая
- Максим Коростишевський — Мишутка, бармен
- Володимир Мальцев — епізод
- Л. Мякішева — епізод
- Костянтин Плотников — епізод
- І. Томчук — епізод
- М. Расулов — Абдулет
- Олександр Счастливцев — епізод
- Світлана Тормахова — Олена Юріївна
- Віталій Усанов — офіцер
- Ернест Штейнберг — Сьома
- Андрій Пономарьов — пасажир «Татри»
- Олександр Калугін — Сашка
- Арманбек Утепбаєв — Махмуд

## Знімальна група
- Сценаристи: Ігор Болгарин, Дмитро Костроменко
- Режисер-постановник: Вадим Костроменко
- Оператор-постановник: Микола Ільчук
- Художник-постановник: Олександр Денисюк
- Режисер: Е. Перекрестова
- Оператор: Володимир Гагкаєв
- Режисер монтажу: Ельвіра Сєрова
- Звукооператор: Анатолій Подлєсний
- Композитор: Владислав Кладницький
- Ансамбль «Джаз-комфорт», під керуванням Валерія Корнієнка
- У фільмі використано музику Ж. Бізе, В.-А. Моцарта, радянських композиторів
- Оператор комбінованих зйомок: А. Сидоров
- Художник по костюмах: Н. Родіонова
- Художники по гриму: Н. Амеліна, Р. Молчанова
- Редактор: Л. Демченко
- Директори картини: Володимир Каранський, В. Коккін